# Мішель Бібар
Міше́ль Біба́р (фр. Michel Bibard, нар. 30 листопада 1958, Амбуаз) — колишній французький футболіст, захисник.
Насамперед відомий виступами за клуби «Нант» та «Парі Сен-Жермен», а також національну збірну Франції.

## Клубна кар'єра
Народився 30 листопада 1958 року в місті Амбуаз. Вихованець футбольної школи клубу «Олімпік» (Сомюр).
У дорослому футболі дебютував 1977 року виступами за «Нант», в якому провів шість сезонів, взявши участь у 153 матчах чемпіонату. Більшість часу, проведеного у складі «Нанта», був основним гравцем захисту команди. Роки проведені в бретонському клубі були найуспішнішими: тричі ставав чемпіоном Франції та один раз володарем Кубку.
Своєю грою за цю команду привернув увагу представників тренерського штабу клубу «Парі Сен-Жермен», до складу якого приєднався 1985 року. У перший же рік вчетверте став переможцем Першого дивізіону — Д 1. Відіграв за паризьку команду наступні шість сезонів своєї ігрової кар'єри. Граючи у складі «Парі Сен-Жермен» також здебільшого виходив на поле в основному складі команди.
Завершив професійну ігрову кар'єру у оманському клубі «Сур», за який виступав протягом 1991—1992 років.

## Виступи за збірну
1984 року дебютував в офіційних матчах у складі національної збірної Франції. Протягом кар'єри у національній команді, яка тривала усього 3 роки, провів у формі головної команди країни 6 матчів.
У складі збірної був учасником чемпіонату світу 1986 року у Мексиці, на якому команда здобула бронзові нагороди.

## Досягнення
- Чемпіон Франції:

«Нант»: 1976-77, 1979-80, 1982-83: «Парі Сен-Жермен»: 1985-86
- Володар Кубка Франції:

«Нант»: 1978-79
- Олімпійський чемпіон: 1984
- Бронзовий призер чемпіонату світу: 1986
- Володар Кубка Артеміо Франкі (1): 1985